# Plumas Lake, Kalifornien
Plumas Lake är en ort (CDP) i Yuba County, i delstaten Kalifornien, USA. Enligt United States Census Bureau har orten en folkmängd på 5 853 invånare (2010) och en landarea på 21,7 km².